# Virginie Morobé
Virginie Morobé (23 maart 1976) is een Belgisch schoenontwerpster.
Morobé vatte een rechtenstudie aan en deed ondertussen regelmatig hostessenwerk. Op die manier belandde ze op een Duitse beurs als vertegenwoordigster van het Belgische schoenbedrijf Frida. Het klikte tussen Morobé en het bedrijf en ze besloot haar rechtenstudie op te zeggen en voltijds aan de slag te gaan bij Frida. Ze was er aanvankelijk verantwoordelijk voor de verkoop maar hielp later ook mee in de styling. Toen oprichtster Frida De Bauw besloot het rustiger aan te doen, nam Morobé  het ontwerp voor haar rekening. Ze leerde de stiel autodidactisch.

## Eigen merken
Na twaalf jaar ontwerpen voor Frida, richtte Morobé in 2012 haar eigen schoenmerk March 23 op. De naam refereert naar haar geboortedatum. Na een break van een halfjaar, waarin ze zowel March 23 als Frida achter haar liet, startte Morobé in 2015 haar gelijknamige schoenlabel op. Haar eerste collectie bestond voor de helft uit sneakers, maar bevatte ook enkellaarsjes en plateausandalen. Later verdwenen de sneakers uit het gamma.

## Interieurcollectie
In 2021 lanceerde Morobé onder de naam “Morobé Maison” een eerste interieurcollectie. Die bevatte onder meer mokken, kommetjes en vazen in de vorm van laarsjes en gemaakt uit natuurlijk gecoate klei en wit porselein. Virginie Morobé werkte voor deze collectie samen met beeldhouwster Anita Le Grelle.